# بنسن (ویسکانسین)
بنسن (به انگلیسی: Benson) یک منطقهٔ مسکونی در ایالات متحده آمریکا است که در اندرسون، بخش برنت، ویسکانسین واقع شده‌است. بنسن ۲۶۷٫۰۱ متر بالاتر از سطح دریا واقع شده‌است.